# Катаклизм
Катакли́зм (др.-греч. κατακλυσμός «наводнение, потоп»; от κατά «вниз» + κλύζω «чищу, промываю»):
- Катаклизм (глобальная катастрофа) — резкий перелом в характере и условиях органической жизни на обширном пространстве земной поверхности под влиянием разрушительных атмосферных и вулканических процессов.
  - в теории катастроф французского палеонтолога Жоржа Кювье, катаклизм  — переворот, уничтожающий в конце каждого геологического периода все организмы, после которых следует новый «акт творения».
  - в более общем смысле — любой разрушительный переворот в природе или обществе.